# Josiane Tito
Josiane Tito, vollständiger Name Josiane da Silva Tito, (* 8. August 1979 in Rio de Janeiro) ist eine ehemalige brasilianische Sprinterin und Mittelstreckenläuferin.
2003 gewann sie bei den Südamerikameisterschaften in Barquisimeto Bronze über 400 Meter.
In der 4-mal-400-Meter-Staffel schied sie mit der brasilianischen Mannschaft bei den Olympischen Spielen 2004 in Athen im Vorlauf aus. Bei den Weltmeisterschaften 2005 in Helsinki qualifizierte sich das brasilianische Quartett mit einem Südamerikarekord für das Finale, wurde dort allerdings disqualifiziert.
2007 siegte sie bei den Südamerikameisterschaften in São Paulo über 400 Meter und wurde bei den Panamerikanischen Spielen in Rio de Janeiro Fünfte über 800 Meter. Bei den Weltmeisterschaften in Osaka schied sie über 800 Meter und in der 4-mal-400-Meter-Staffel im Vorlauf ebenso aus wie bei den Olympischen Spielen 2008 in Peking in der 4-mal-400-Meter-Staffel.
2009 wurde ihr die Silbermedaille über 800 Meter bei den Südamerikameisterschaften in Lima aberkannt, nachdem eine kurz zuvor durchgeführte Dopingkontrolle ein positives Ergebnis für Erythropoetin (EPO) ergeben hatte. Wegen dieses Verstoßes gegen die Dopingbestimmungen wurde eine zweijährige Sperre verhängt.

## Persönliche Bestzeiten
- 400 m: 51,89 s, 7. März 2007, São Paulo
- 800 m: 2:01,28 min, 23. Juli 2007, Rio de Janeiro